# Адаево (Актанышский район)
Ада́ево (тат. Адай) — село в Актанышском районе Республики Татарстан. Входит в состав Кузякинского сельского поселения.

## География
Село находится в Восточном Закамье, в низовьях реки Ик, на границе зоны затопления Нижнекамского водохранилища. Расположено в 29 км к западу от села Актаныш, в 6,2 км от центра поселения, села Кузякино.

## История
Мишарская (мещерякская) деревня Адаево располагалась на земле башкир-вотчинников Енейской волости. В период кантонной системы управления Оренбургской пограничной линии, относилась к 11-му башкирскому кантону.
Согласно материалам II ревизии (1747 г.), служилые мещеряки проживали в деревне Адаево,что на речке Чишме в 10 дворах, в количестве 35 душ мужского пола. В материалах III ревизии (1762 г.) в деревне фиксируются тептяри, в количестве 30 душ мужского пола. Они входили в команду старшины Уразмета Юсупова. По IV ревизии (1782 г.), материалы которой сохранились лишь фрагментарно, в деревне Адаево были учтены тептяри в количестве 6 душ мужского пола. Такое сословное деление сохранялось вплоть до середины XIX века, а в документах государственной статистики даже в более поздний период.
В «Списке населенных мест по сведениям 1870 года», изданном в 1877 году, населённый пункт упомянут как деревня Адаева 1-го стана Мензелинского уезда Уфимской губернии. Располагалась при речке Адаевке, по левую сторону почтового тракта из Мензелинска в Бирск, в 30 верстах от уездного города Мензелинска и в 25 верстах от становой квартиры в деревне Поисева. В деревне, в 74 дворах жили 365 человек (226 мужчин и 139 женщин, мещеряки, тептяри), была мечеть. Жители занимались земледелием, скотоводством, пчеловодством.

## Население
| 1747 | 1795 | 1859 | 1870 | 1884 | 1897 | 1906 | 1913 | 1920 | 1926 | 1938 | 1949 | 1958 | 1970 | 1979 | 1989 | 2002 | 2010 | 2015 |
| ---- | ---- | ---- | ---- | ---- | ---- | ---- | ---- | ---- | ---- | ---- | ---- | ---- | ---- | ---- | ---- | ---- | ---- | ---- |
| 35   | 106  | 341  | 365  | 548  | 751  | 910  | 931  | 985  | 715  | 756  | 629  | 607  | 693, | 577  | 380  | 307  | 254  | 253  |

Национальный состав
Согласно результатам переписи 2002 года, в национальной структуре населения села татары составляли 100%.

### Комментарии
1. ↑  Расстояние измерено с помощью инструментария Яндекс.Карты
2. ↑  душ мужского пола
3. ↑  душ мужского пола